# Чхан, Ха Джун
Ха Джун Чхан (кор. 장하준; англ. Ha-Joon Chang; 7 октября 1963) — корейский экономист, профессор Кембриджского университета.
Отец — бывший министр промышленности и энергетики. Младший брат — историк и философ науки профессор Кембриджского университета Хасок Чхан.
Бакалавр Сеульского национального университета (1986). Учился у ведущего марксистского экономиста Великобритании Роберта Роуторна. Магистр (1987) и доктор философии (1992) Кембриджского университета.
В 1990—2022 преподавал в Кембриджском университете.
С 2022 профессор Школы востоковедения и африканистики Лондонского университета.
Лауреат Премии Г. Мюрдаля (Европейская ассоциация эволюционной политической экономии, 2003) за книгу «Отбрасывая лестницу: стратегия развития в исторической перспективе» и Леонтьевской премии (2005).
По мнению Е. Холмогорова, главная и наиболее программная из работ Ха Джун Чанга «Недобрые самаритяне» - "абсолютный мастрид".

## Основные произведения
- Съедобная экономика. Простое объяснение на примерах мировой кухни = Edible Economics. A Hungry Economist Explains the World. — Манн, Иванов и Фербер, 2022. — 240 с. ISBN 978-5-00195-839-0
- «Как устроена экономика». — М.: Манн, Иванов и Фербер ООО, 2015. — 304 с. (Economics: The User’s Guide, 2014);
- «23 тайны: то, что вам не расскажут про капитализм». — М.: АСТ, 2014. — 320 с. (23 Things They Don’t Tell You About Capitalism, 2010);
- «Злые самаритяне: миф о свободной торговле и секретная история капитализма». — М.: Манн, Иванов и Фербер, 2018. — 245 с. (Bad Samaritans: The Myth of Free Trade and the Secret History of Capitalism, 2008) (Обзор на сайте 100 книг);
- «Восточноазиатский опыт развития: чудо, кризис и будущее» (The East Asian Development Experience — The Miracle, the Crisis, and the Future, 2006);
- «Глобализация, экономическое развитие и роль государства» (Globalization, Economic Development and The Role of the State, 2003);
- «Отбрасывая лестницу: стратегия развития в исторической перспективе» (Kicking Away the Ladder: Development Strategy in Historical Perspective, 2002).